# Piper ubiquescabridum
Piper ubiquescabridum är en pepparväxtart som beskrevs av William Trelease. Piper ubiquescabridum ingår i släktet Piper och familjen pepparväxter. Inga underarter finns listade i Catalogue of Life.